# David Chokachi
David Chokachi (nacido como David Al-Chokhachy el 16 de enero de 1968 en Plymouth, Estados Unidos) es un actor estadounidense. Es famoso por sus apariciones en las series de televisión Witchblade, Baywatch, y Beyond the Break.

## Filmografía
| Año  | Título                                 | Rol                            | Notas               |
| 1995 | Baywatch (1995-1999)                   | Cody Madison                   | Serie de televisión |
| 1996 | The Unspeakable                        | Darren Metlick                 | Televisión          |
| 1997 | Suddenly Susan                         | Elliot                         | Serie de televisión |
| 1997 | Sabrina, the Teenage Witch             | Doug, Sabrina's Ski Instructor | Serie de televisión |
| 1997 | Bad to the Bone                        | Waldo                          | Televisión          |
| 1998 | 12 Bucks                               | Evil Lovejoy                   |                     |
| 1998 | Baywatch: White Thunder at Glacier Bay | Cody Madison                   | Video               |
| 1999 | V.I.P.                                 | Himself                        | Serie de televisión |
| 1999 | A Crime of Passion                     | Eddie Meredith                 | Televisión          |
| 2000 | Psycho Beach Party                     | Eddie                          |                     |
| 2000 | Witchblade (2000)                      | Detective Jake McCartey        | Televisión          |
| 2001 | Witchblade (2001–2002)                 | Detective Jake McCartey        | Serie de televisión |
| 2003 | A Crime of Passion                     |                                | Televisión          |
| 2003 | She Spies                              | Gordon Braddock/Cable Guy      | Serie de televisión |
| 2005 | Crimson Force                          | Ambrose                        | Televisión          |
| 2006 | Beyond the Break                       | Justin Healy                   | Serie de televisión |
| 2006 | Mystery Woman: Oh Baby                 | Dave                           | Televisión          |
| 2006 | The Dreamless                          | Jeff                           |                     |
| 2007 | Bats 2: Human Harvest                  | Capt. Russo                    |                     |
| 2008 | A Date with Murder (Murder Dot Com)    | Bobby                          |                     |
| 2009 | Confessions of a Teen Idol             | Himself                        | Reality TV          |
| 2010 | Costa Rican Summer                     | Brad                           |                     |
| 2010 | The Ascent - Venganza en la cumbre     | Robert                         |                     |
| 2011 | Soul Surfer                            | Paramedic                      |                     |
| 2011 | La Furia del Yeti                      | Jonas                          | TV movie            |
| 2012 | Jet stream                             | weatherman                     |                     |
| 2013 | Atlantic Rim                           | Red                            |                     |
| 2013 | Rose Ville                             | Stephen                        |                     |